# 天津日本居留民团

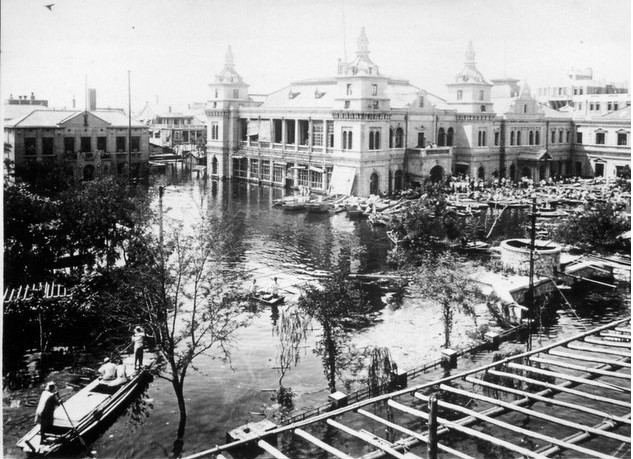
1939年天津水灾中的天津日本居留民团办公地点-天津日本公会堂

天津日本居留民团成立于清光绪三十三年（1907年），其前身为“天津日本租界局”，作为20世纪上半叶旅居天津的日本侨民的自治团体，天津日本居留民团是天津日租界的权力机构，兼有立法权和行政权并接受天津日本总领事馆的领导。

## 成立
天津日租界设立之初的行政权力由日本驻天津领事掌控。清光绪二十八年八月（1902年），日本驻天津领事馆设立“天津日本租界局”作为天津日租界的权力机构，天津日本租界局的行政机构是“天津日本租界局行政委员会”。清光绪三十三年（1907年），天津日租界实行日本政府颁布的《居留民团法》。并根据其施行规则规定居留于天津日租界及界外2里（1938年改为界外3里）的日本侨民组成“天津居留民团”。

## 地址

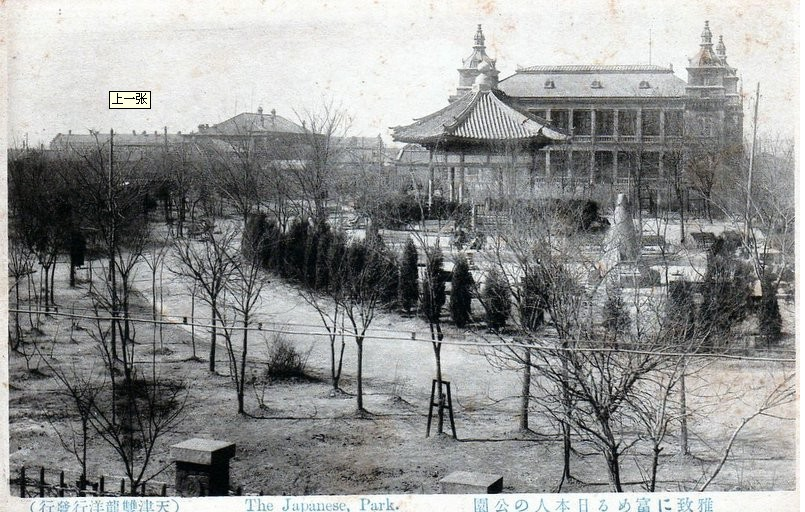
坐落于大和公园中的天津日本居留民团办公地点-天津日本公会堂

天津日本居留民团在成立之初位于天津日租界旭街（今和平路南马路至锦州道段）。1914年，天津日本居留民团搬至大和公园内新建的天津日本公会堂，该建筑东临宫岛街（今鞍山道），西接福岛街（今多伦道），北至荣街（今新华路）南到花园街（今山东路）。

## 居留民大会
天津日本居留民大会是天津日本居留民团中兼有立法权和行政权的机构，对天津日本居留民团的预算、决算、税务、教育、救济、卫生、交通、消防和义勇队等各项行政事务均有议决之权。天津日本居留民大会由居留民选举产生的议员组成，凡是在居住在天津日租界居留民团地区内连续交纳六个月一定数量课金的日本人都具有选举与被选举居留民大会议员的资格，居住在天津日租界并遵守日本法令和法规或者交纳课税者的中国人和其它国籍人也可获得选举与被选举居留民大会议员的资格。天津日本居留民大会议员名额为60名（其中半数以上必须为日本人），议员的任期为两年。

## 行政委员会
天津日本居留民团行政委员会是天津日本居留民团负责日常行政事务的常设机构，由日本驻天津总领事召集的天津日本居留民大会选举产生，其职能相当于天津英租界工部局董事会等租界董事会的行政架构。该委员会负责执行居留民大会的各项决议，处理委托事务，并在紧急情况下代表大会作出应对决策。其职责范围包括处理日常行政事务、任免与指挥吏员、实施监督与惩戒等事项。
委员会初期由10名正式委员和5名预备委员组成。1934年，委员人数缩减至7人，机构名称由“行政委员会”改为“参事会”。1936年，日本外务省颁布命令，将天津日本租界的行政体制由委员会制改为“居留民团团长制”，进一步加强行政权力的集中。
为辅助行政决策，天津日本居留民团行政委员会先后设立11个调查委员会作为咨议机构，包括：
- 临时财源调查委员会（设立于1911年3月，撤销于1926年3月）；
- 课金法调查委员会（设立于1916年3月，撤销于1926年3月）；
- 课金调查委员会（设立于1921年4月，后成为常设机构）；
- 教育调查委员会（设立于1921年3月，撤销于1926年3月）；
- 事业资金筹措和国库补助清配委员会（设立于1921年3月，撤销于1926年3月）；
- 低资收买土地处分调查委员会（设立于1925年4月，撤销于1926年12月）；
- 码头筑造调查特别委员会（设立于1925年4月，撤销于1926年12月）；
- 码头筑造用地及房屋收买调查特别委员会（设立于1925年11月，撤销于1926年12月）；
- 教育补助调查特别委员会（设立于1925年4月，撤销于1926年12月）；
- 民团法规调查特别委员会（设立于1925年4月，后成为常设机构）；
- 大典纪念事业调查委员会（设立于1928年3月，后成为常设机构）。

## 机构设置
天津日本居留民团事务所设1名理事长和2名理事，另外还设有多名吏员和雇员。根据天津日租界的实际事务，天津日本居留民团最初设有六个课，分别为：庶务课、财务课、工务课、电气课、卫生课和学务课。1926年，居留民团又增设调查课和保净课。其中，居留民团内各课分管事务如下：
- 庶务课：负责制定天津日本居留民团的法规条例和预决算，负责组织天津日本居留民会议员的选举，负责天津日本居留民团文件的收发和保管，负责天津日租界内的民事诉讼和调解以及祭典仪式等事项。
- 财务课：负责天津日本居留民团内现金的收纳、支出以及天津日本居留民团的财产管理、征收、赋税和其它财政事务。
- 工务课：负责天津日租界的道路、桥梁、护岸、码头、上下水道等城市基本设施的施工和检修，负责天津日租界内的规划、测量和制图，负责天津日租界内的建筑施工的审批和验收，负责天津日租界内的公园和绿化管理等。
- 电气课：负责天津日租界内电力设施的建设和供电管理。
- 卫生课：负责管理天津日租界内的医院、诊所和传染病的预防等。
- 保净课：负责天津日租界内制定清洁法规、法令，负责天津日租界内的道路卫生和垃圾处理。
- 学务课：负责天津日租界内的中、小学教育和社会教育的管理，负责天津日租界内学校的课程和教材的审定。
- 调查课：负责天津日租界内的协调和监督调查委员会的工作。[2]

## 结束
1943年3月30日，日本将天津日租界交给汪精卫政府，但实际仍维持其原有体制，直到1945年第二次世界大战结束，中华民国政府才正式接管天津日租界，天津日本居留民团宣告结束，天津日本公会堂改为天津警备司令部。1961年，天津日本公会堂拆除被改建为中国人民解放军天津警备区的八一礼堂。

## 内部链接
- 天津日租界
- 天津日租界共益会
- 天津日租界开发委员会
- 上海日本居留民团